# Morena (partit polític)
Morena (conegut també com a Movimiento Regeneración Nacional, pel nom de l'associació civil que li va donar origen) és un partit polític mexicà d'esquerra.

## Història =
El Movimiento Regeneración Nacional va ser creat el 2 d'octubre de 2011 com a moviment polític i social impulsat per Andrés Manuel López Obrador, com a part de la seva campanya presidencial en les Eleccions federals de Mèxic de 2012 quan va veure que difícilment tornaria a ser candidat del Partit de la Revolució Democràtica Més tard, el moviment es va constituir com a associació civil el 20 de novembre de 2012. El 9 de juliol de 2014 l'Institut Nacional Electoral va emetre la resolució que li va atorgar el registre com a partit polític nacional, el qual tingué efectes constitutius a partir de l'1 d'agost de 2014. A data de gener de 2020, comptava amb 278.332 militants. Està afiliat al Fòrum de São Paulo i té comitès d'enllaç a Amèrica del Nord i Europa.

### Presidència d'Andrés Manuel López Obrador

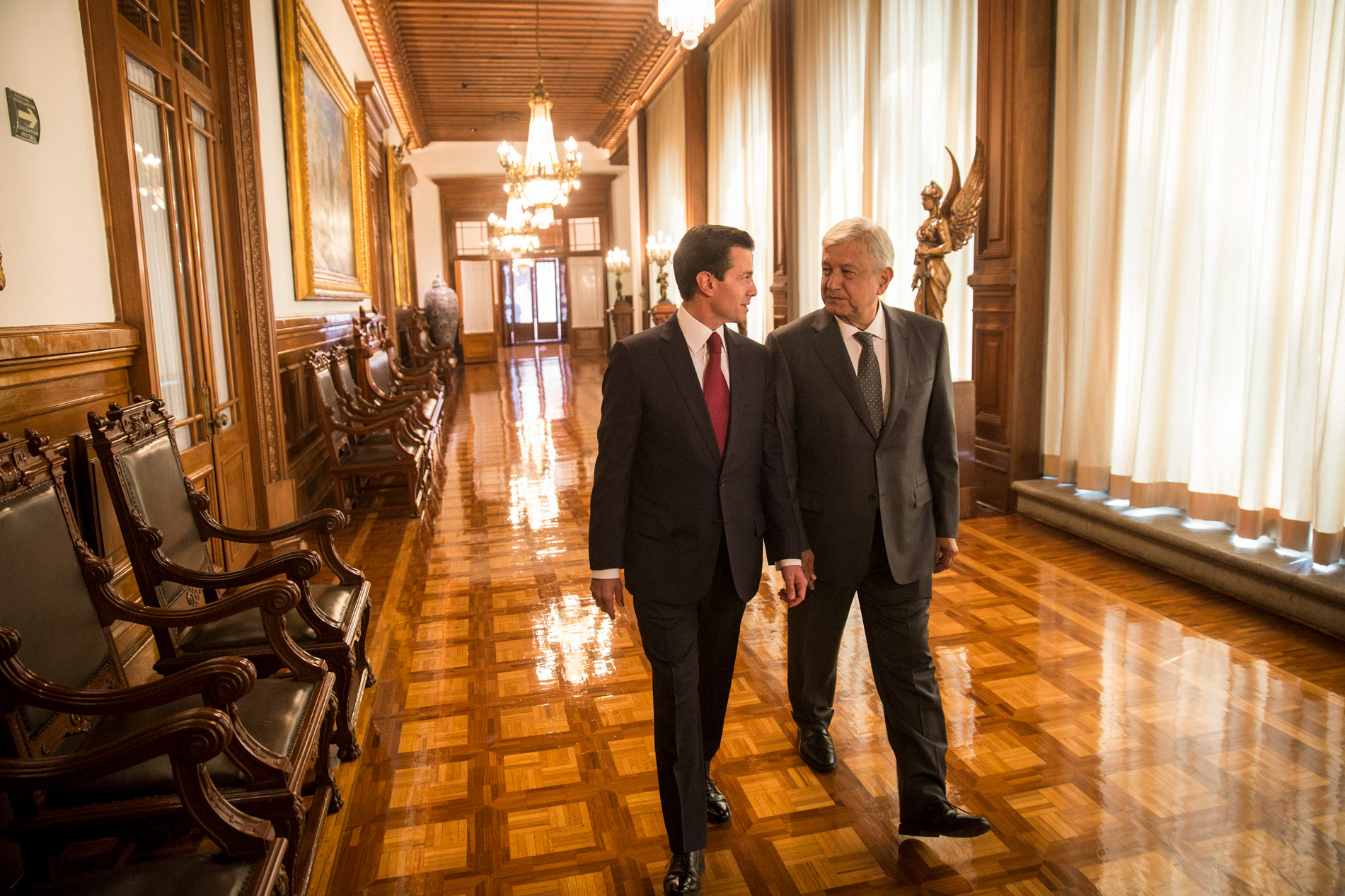
Reunió entre Peña Nieto i López Obrador al Palau Nacional, 3 de juliol de 2018

En les eleccions federals de Mèxic de 2018 va encapçalar la coalició Juntos Haremos Historia, al costat del Partit del Treball (PT) i el Partido Encuentro Social (PES), postulant a Andrés Manuel López Obrador com a candidat presidencial. En els comicis, celebrats l'1 de juliol, Movimiento Regeneración Nacional es va convertir en la primera força política del país i obtingué la presidència de la república per a Andrés Manuel López Obrador i la majoria parlamentària a les dues cambres del Congrés de la Unió, amb 259 diputats (majoria absoluta) a la Cambra de Diputats i 60 dels 128 senadors de la república.
Mario Delgado Carrillo es va convertir en president del partit en 5 de novembre de 2020 rellevant Alfonso Ramírez Cuéllar.
A les eleccions federals de Mèxic de 2021, de meitat de mandat, encapçalant la coalició Juntos Hacemos Historia amb el PT i el Partit Verd Ecologista de Mèxic (PVEM) va aconseguir mantenir la majoria absoluta a la Cambra de Diputats però va perdre la majoria suficient que li permetria reformar la constitució mexicana. Com havia promés durant la campanya electoral, en abril de 2022 va celebrar un referèndum sobre la revocació de la seva presidència, guanyant amb més del 90% dels vots però amb una baixa taxa de participació al voltant del 18%, molt per sota del nivell del 40% necessari perquè fos vinculant.

### Presidència de Claudia Sheinbaum

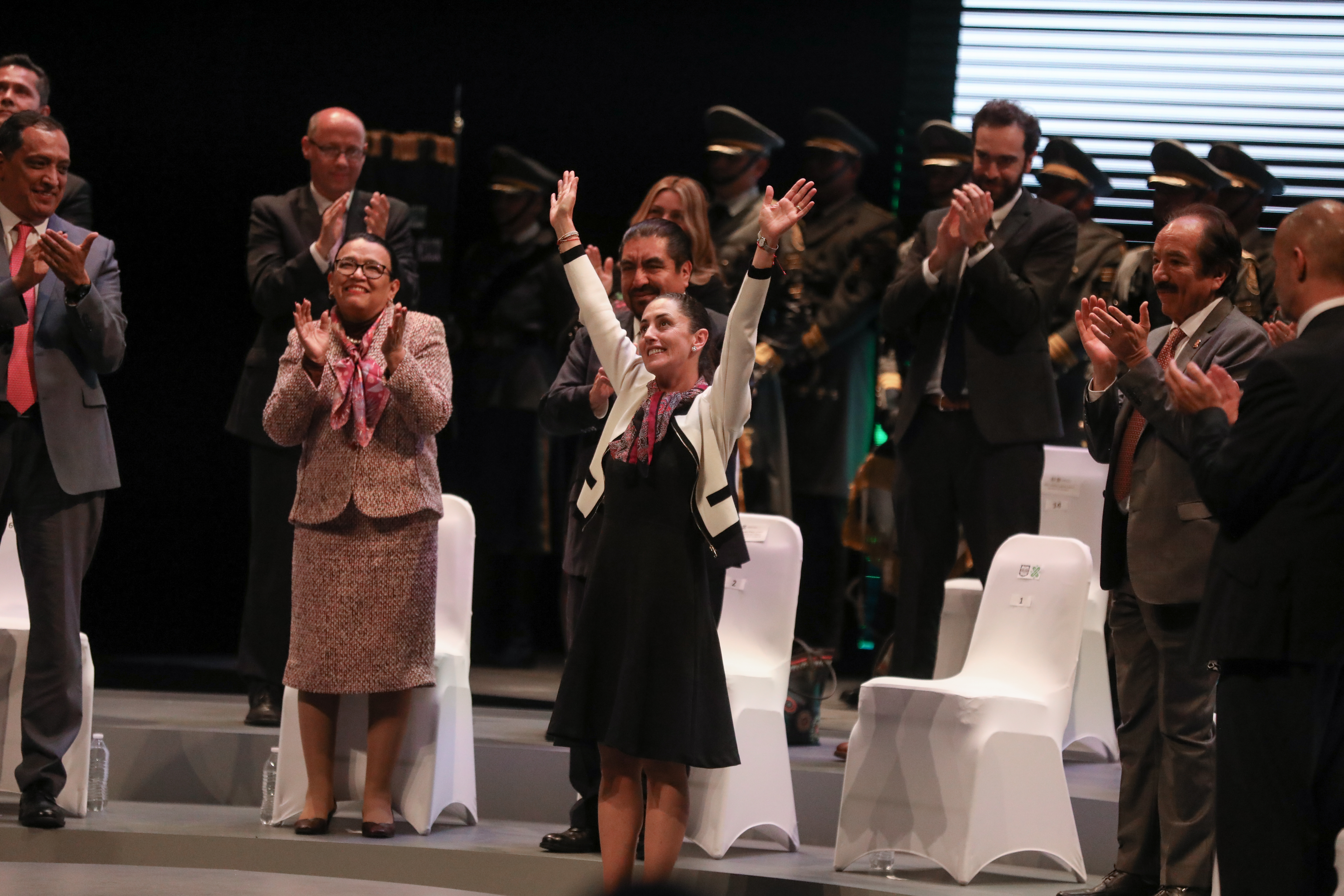
Després de prendre possessió com a cap de govern, Claudia Sheinbaum va anar al Teatre de la Ciutat de Mèxic per presentar el seu gabinet i programa de govern.

Claudia Sheinbaum va guanyar les eleccions federals de Mèxic de 2024 amb el 57,9% dels vots, convertint-se en la primera dona en ocupar el càrrec a Mèxic, imposant-se a Xóchitl Gálvez, de l'aliança opositora Fuerza y Corazón por México, que ha obtingut un 29% dels sufragis, i de Jorge Álvarez Máynez, el candidat de Moviment Ciutadà, que ha rebut un 10,5% dels vots.
Morena i els seus aliats el Partit del Treball (PT) i el Partit Verd Ecologista de Mèxic (PVEM) va passar de governar 5 estats el 2018 a fer-ho en 23 després de les eleccions de 2024, i van aconseguir 364 escons a la cambra baixa, per sobre dels 334 necessaris que suposen una majoria de dos terços necessaris per esmenar la constitució mexicana sense consens amb l'oposició, però no va aconseguir-ho al Senat, obtenint 83 dels 128 escons, poc menys de la majoria de dos terços de 85 escons.
L'1 d'octubre de 2024, després de la retirada de López Obrador i l'arribada de Sheinbaum al poder, el partit va escollir com a presidenta Luisa María Alcalde Luján, rellevant Mario Delgado.